# Manuel Noriega

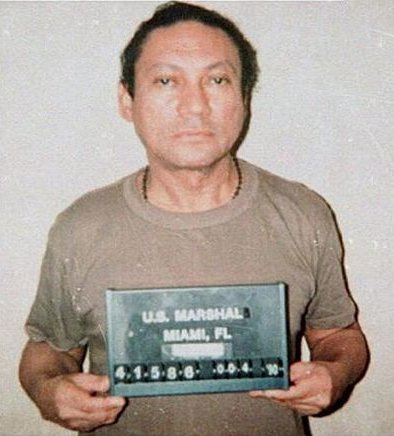
Manuel Noriega (ca. 1990)

Manuel Antonio Noriega Moreno (* 11. Februar 1938 laut französischen Gerichtsakten, andere Quellen geben 1934 oder 1940 als Geburtsjahr an, in Panama-Stadt; † 29. Mai 2017 ebenda); Aliasname: „Cara de Piña“, englisch auch „Pineapple Face“ (deutsch: „Ananasgesicht“) – in Lateinamerika eine pejorative Bezeichnung für pockennarbiges Gesicht – war vom 12. August 1983 bis 20. Dezember 1989 de facto der Machthaber in Panama. Er wurde Ende 1989 bei der US-Invasion gestürzt und verhaftet. 1992 von einem US-Gericht wegen Drogenhandels, Schutzgelderpressung und Verschwörung zu einer Haftstrafe verurteilt, war er bis zu seinem Tod Strafgefangener.
Noriega wird oft als ehemaliger Präsident Panamas angesehen. Er selbst verzichtete auf diesen Titel und nannte sich nur „Chef der Nationalgarde“, die später in die Fuerzas de Defensa de Panamá umgewandelt wurde. Am 15. Dezember 1989 ernannte ihn die Nationalversammlung von Panama dennoch zum Regierungschef mit außerordentlichen und zeitlich unbeschränkten Rechten.

## Leben

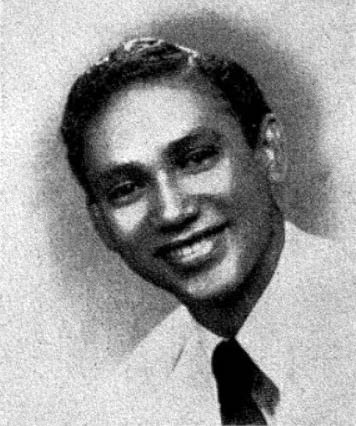
Noriega während seiner Zeit am Instituto Nacional

Als uneheliches Kind kam Manuel Noriega im Alter von fünf Jahren in ein kirchliches Pflegeheim und konnte später die Instituto Nacional, Panamas angesehenste High School, besuchen. Sein ursprünglicher Wunsch, Medizin zu studieren, erfüllte sich nicht, aber mit Hilfe von Beziehungen erhielt er ein Stipendium, das es ihm erlaubte, die Militärakademie in Peru zu besuchen.  Ab 1964 diente er in der Nationalgarde und wurde auch in den Vereinigten Staaten an der School of the Americas ausgebildet. Ende 1969 unterstützte er den späteren Präsidenten Omar Torrijos im Kampf um die Macht in Panama und wurde dafür mit dem Posten des Chefs des militärischen Geheimdienstes (G-2) belohnt. Er arbeitete eng mit der CIA zusammen und half, die Drogenkartelle unter anderem in Kolumbien zu infiltrieren, wofür ihm zeitweise 200.000 Dollar pro Jahr gezahlt wurden.

### Kommandeur der Nationalgarde
Im August 1983 wurde Noriega Kommandeur der Nationalgarde. Er unterstützte im Mai 1984 die Wahl von Nicolás Ardito Barletta Vallarino zum Präsidenten, wobei massive Vorwürfe von Wahlfälschung laut wurden.
Mitte der 1980er Jahre geriet Noriega ins Visier der US-amerikanischen Drogenfahndung. Zudem wollte Noriega die Politik Omar Torrijos’ fortsetzen. So verweigerte er die Verlängerung des Betriebs des militärischen Trainingscamps School of the Americas.
1989 urteilte der Senats-Unterausschuss unter Vorsitz von John Kerry:

“The saga of Panama’s General Manuel Antonio Noriega represents one of the most serious foreign policy failures for the United States. Throughout the 1970s and the 1980s, Noriega was able to manipulate U.S. policy toward his country, while skillfully accumulating near-absolute power in Panama. It is clear that each U.S. government agency which had a relationship with Noriega turned a blind eye to his corruption and drug dealing…”

„Die Geschichte von Panamas General Manuel Antonio Noriega stellt einen der schwersten außenpolitischen Misserfolge für die Vereinigten Staaten dar. Während der 1970er und 1980er Jahre war Noriega in der Lage, die US-Politik gegenüber seinem Land zu manipulieren, während er in Panama geschickt die nahezu absolute Macht ansammelte. Es ist klar, dass jede US-amerikanische Regierungsbehörde, die eine Beziehung zu Noriega hatte, Korruption und Drogenhandel wissentlich ignorierte…“

Die Drug Enforcement Administration (DEA), wichtigste Drogenbekämpfungsbehörde der Vereinigten Staaten, warf Noriega vor, maßgeblich am Drogenhandel und -import in die Vereinigten Staaten beteiligt gewesen zu sein, indem er Panama als scheinbar neutrale Basis für unkontrollierte Einfuhr von Drogen in die Vereinigten Staaten bereitgestellt hatte und sich das entsprechend bezahlen ließ. 1986 enthüllten US-Medien, dass Noriega seit mindestens zehn Jahren auf der Gehaltsliste der CIA stand. Da Waffen über Panama an die Contra-Rebellen in Nicaragua gingen, die die linksgerichteten Sandinisten stürzen sollten, verschloss die CIA im Gegenzug die Augen davor, dass Noriega Geschäfte mit dem Medellín-Kartell machte.

### US-Invasion in Panama und Verhaftung

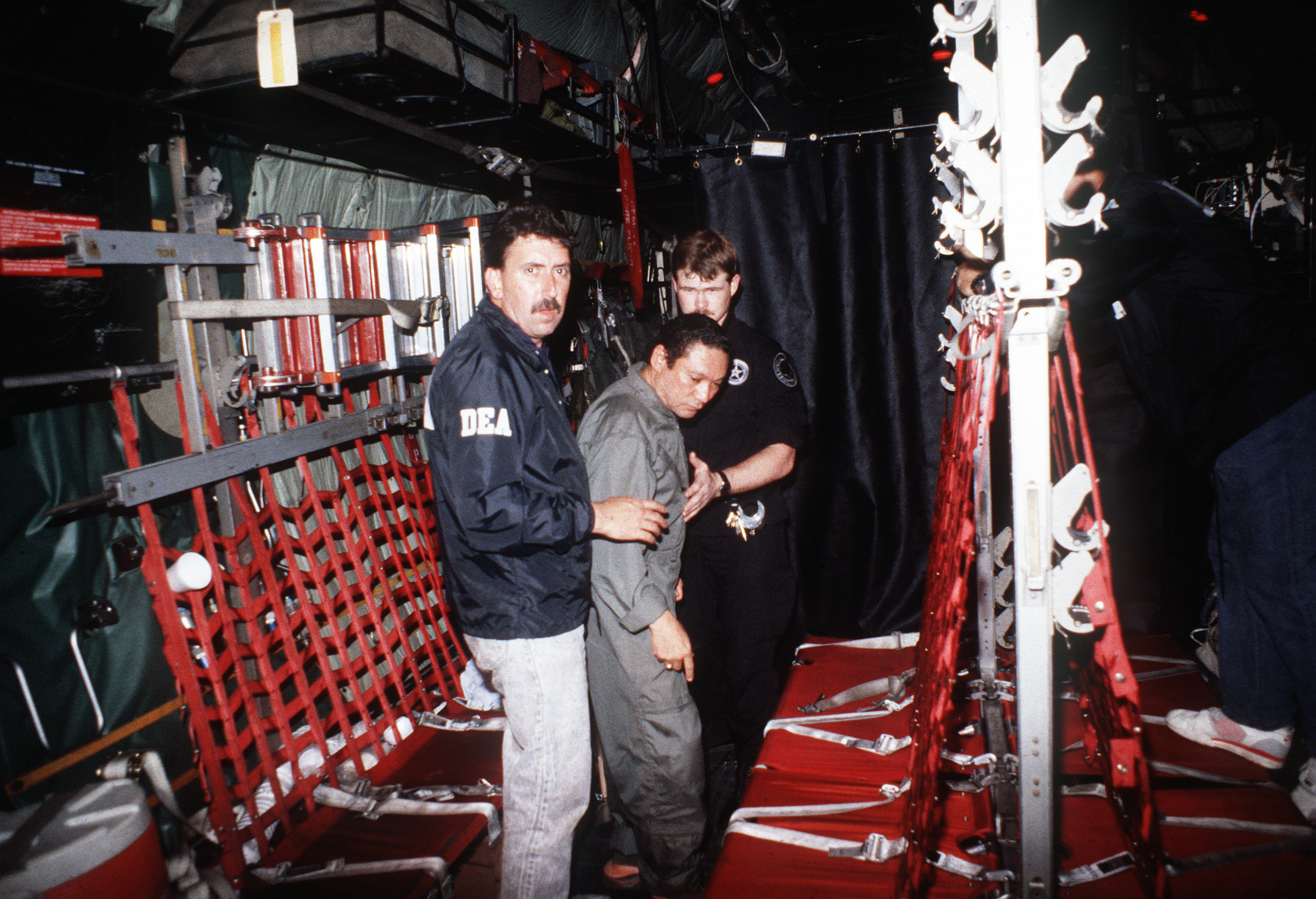
Manuel Noriega mit zwei Agenten der Drug Enforcement Administration (DEA) an Bord eines Flugzeugs der US Air Force

Am 20. Dezember 1989 begann eine US-Invasion in Panama. Es war zu dem Zeitpunkt die größte Luftlandeoperation der Vereinigten Staaten nach dem Zweiten Weltkrieg. Noriega hielt sich elf Tage lang ungebeten in der Nuntiatur des Heiligen Stuhls auf. Spezialisten für psychologische Kriegsführung wurden hinzugezogen. Nach zehn Tagen ergab sich Noriega am 3. Januar 1990. Während seines Aufenthalts in der Botschaft wurde das Gelände von den US-Marines mit überlauter Rockmusik beschallt, um ihn so zur Aufgabe zu bewegen.
Am 10. Juli 1992 wurde er von einem US-amerikanischen Gericht in Miami zu 40 Jahren Freiheitsstrafe verurteilt. Später wurde das Strafmaß wegen guter Führung auf 17 Jahre reduziert. Nach der Entscheidung eines US-amerikanischen Bundesrichters erhielt Noriega den Status eines Kriegsgefangenen. Er saß bis zu seiner Auslieferung an Frankreich im Bundesgefängnis Federal Correctional Institution Miami, Dade County in Florida, ein, in dem er ein Appartement mit Büroräumen bewohnte.

### Auslieferung und Prozess in Frankreich
Als sich das Ende seiner Haftzeit in den Vereinigten Staaten im Jahr 2007 abzeichnete, begann ein juristisches Tauziehen über seinen weiteren Verbleib, da zwei internationale Haftbefehle vorlagen:
- In Panama war Noriega am 4. Oktober 1994 in Abwesenheit wegen des Mordes an dem Dissidenten Hugo Spadafora zu 20 Jahren Gefängnis verurteilt worden.
- In Frankreich war Noriega 1999 wegen Geldwäsche in Abwesenheit zu zehn Jahren Gefängnis und einer Geldstrafe von umgerechnet 11,2 Millionen Euro verurteilt worden.[10] Das Geld in Höhe von 3,15 Millionen US-Dollar stammte aus Drogengeschäften.[11] Die Einnahmen legte der frühere Machthaber nach Auffassung der französischen Strafverfolgungsbehörde teilweise in Luxusimmobilien in Paris an.[12] Noriega bestritt den Geldwäschevorwurf.[13]

Der ehemalige General wollte unbedingt in sein Heimatland ausgeliefert werden, wovon er sich eher einen Hausarrest als einen Gefängnisaufenthalt versprach. In Panama hätte der Ex-Diktator wegen Korruption und Morden an politischen Gegnern Haftstrafen von 60 Jahren zu verbüßen.
US-Richter entschieden am 17. Juli 2007, dass Noriega im September desselben Jahres an Frankreich ausgeliefert werde. Dagegen kämpften seine Anwälte. Nachdem sämtliche juristische Mittel gegen seine Auslieferung erfolglos geblieben waren, wurde Noriega am 26. April 2010 an Frankreich überstellt.
Seine Anwälte strebten hier die Annullierung seiner Verurteilung und einen neuen Prozess an, damit sich ihr Mandant angemessen verteidigen könne. Die Verhandlung in der französischen Hauptstadt begann am 28. Juni. Am 7. Juli 2010 verurteilte ein Pariser Strafgericht Noriega wegen Geldwäsche zu sieben Jahren Haft.

### Auslieferung nach Panama
Panama beantragte die Auslieferung von Frankreich, die ein französisches Gericht am 23. September 2011 anordnete. Am 11. Dezember 2011 wurde er nach Panama überstellt, um sich dort vor Gericht zu verantworten. Er wurde im Gefängnis „El Renacer“ direkt am Panamakanal inhaftiert.
Ende Januar 2017 wurde er bis zu einer Hirntumorbehandlung in Hausarrest entlassen. Er verstarb an den Folgen seiner Erkrankung in der Nacht vom 29. auf den 30. Mai 2017.

## Film und Fernsehen
- The Panama Deception (Dokumentarfilm, USA 1992, Regie: Barbara Trent, Drehbuch: David Kasper)
- Noriega – Gottes Liebling oder Monster? (Fernsehfilm, USA 2000, Regie: Roger Spottiswoode, mit Bob Hoskins in der Rolle Noriegas)
- Manuel Noriega (= Folge 4 der Serie The Dictator’s Playbook). 54-minütige Filmdokumentation von Mark Stevenson (Australien 2018).